# 英白拉多：罗马
《英白拉多：罗马》是一款由Paradox Development Studio开发、Paradox Interactive发行的大戰略遊戲，于2019年4月25日发售。该游戏是2008年Paradox制作的《歐陸風雲：羅馬》的续作。

## 游戏性
游戏的时间从罗马建城纪年450年（公元前304年）开始，直到罗马建城纪年727年（公元前27年），并将包括罗马帝国的建立。游戏地图从伊比利亚半岛横跨至印度，拥有超过7000个城市。如同Paradox以前的游戏，游戏中所有的国家都是可玩的。预告片中提到了游戏的诸多功能，包括角色管理、多样化的人口、新的战术、不同政体、蛮族以及对叛乱、贸易、省份的改进。

## 开发
游戏由Paradox Development Studio开发，并由約翰·安德森担任制作人。游戏在2018年5月19日公布，并预计于2019年4月25日发售Microsoft Windows、macOS和Linux版本。《英白拉多：罗马》专注于国家与帝国，对于类似《十字军之王II》的角色管理也有少量关注，安德森希望Paradox能够制作一部《歐陸風雲：羅馬》的现代续作。该游戏使用Paradox Development Studio常用的克劳塞维茨引擎，同时增加了名为“約米尼”（Jomini，命名自瑞士军事家安托万-亨利·若米尼）的新软件，这将使创建模组的过程变得更快更容易。
游戏的开发和支持在2021年5月被Paradox Interactive暂停。 2022年6月，Paradox宣布游戏将不再更新，除非被其他工作室收购或需求量激增。
在2023年游戏发布周年纪念日，Imperator: Rome发布了可以通过公开测试访问的补丁。然而，官方强调这并不是游戏开发的重启。
在2024年4月，Paradox发布了一个新的游戏补丁。

### 可下载内容
| 名称               | 发布日期      | 描述 |
| ------------------ | ------------- | --- |
| The Punic Wars     | 2019年12月3日 | The Punic Wars为罗马和迦太基增加了任务和风味内容，特别是围绕布匿战争。1.3补丁为所有国家引入了任务系统。由于对Paradox DLC政策的不满，The Punic Wars免费发布。                  |
| Magna Graecia      | 2020年3月31日 | Magna Graecia为许多希腊城邦如雅典、斯巴达和锡拉库扎引入了新的游戏机制和任务。1.4补丁通过万神殿和圣地全面改革了宗教机制。                                                      |
| Epirus             | 2020年8月11日 | Epirus是一个内容包，为皮洛士统治时期的希腊国家伊庇鲁斯增加了任务和风味内容。                                                                                                  |
| Heirs of Alexander | 2021年2月16日 | Heirs of Alexander为亚历山大大帝帝国的继业者国家（即继业者）增加了内容，并让玩家可以建造定制的世界奇观。随附的2.0补丁对政治、人口和军事机制进行了重大改革，并更新了用户界面。 |

## 评价
| 汇总媒体   | 得分   |
| ---------- | ------ |
| Metacritic | 76/100 |

| 媒体         | 得分   |
| ------------ | ------ |
| IGN          | 8/10   |
| PC Gamer美国 | 92/100 |

根据评论汇总网站Metacritic的数据，该游戏获得了“普遍好评”。 IGN称赞了游戏的深度，称“《Imperator: Rome》中塞满了大量详细的战略内容，既令人印象深刻又令人望而生畏”，但批评了游戏的用户界面和部落国家。该评论还赞扬了游戏的政治系统，称国家内部人物之间的政治战争是“角色互动的强大驱动力”。 PC Gamer认为这款游戏“整合了最近几款游戏的系统”，同时“并非‘此前游戏的简单合集’，而是更有机地整合了这些机制”。 尽管用户评分低于预期，游戏的销量却超出了Paradox的预期。